# Connettore d'antenna
Un connettore d'antenna è un connettore elettrico utilizzato per il collegamento ad una uscita RF posta sul retro del televisore per ricevere i segnali trasmessi da una antenna televisiva.
Ha la funzione di collegare il televisore e/o il ricevitore terrestre VHF/UHF all'antenna posta sul tetto tramite un cavo coassiale che in questo caso prende il nome di cavo RF. In Europa è molto diffuso ed utilizzato lo standard IEC 60169-2, soprattutto il tipi chiamato connettore Belling-Lee, mentre al di fuori del continente sono usati altri standard, come ad esempio il connettore F.

## Storia
Questo connettore fu inventato dalla Belling & Lee Ltd di Enfield, Inghilterra, circa nel 1922, quando sono iniziate le prime trasmissioni della BBC, originariamente fu pensata per operare solo con le onde medie.
Negli anni 1970 e '80 molti televisori avevano, come unico ingresso, il connettore d'antenna, che era molto utilizzato dagli home computer e dalle prime generazioni di console, continuando ad essere implementato sugli apparecchi televisivi prodotti anche dopo gli anni 2000.

## Descrizione
Questo connettore da 9,5 mm è femmina sul retro del televisore o sull'ingresso d'antenna del videoregistratore (o altro elettrodomestico di registrazione) è maschio sul rilancio del videoregistratore. A muro storicamente si ha un connettore femmina anche se il connettore corretto sarebbe un connettore maschio. Nelle nuove installazioni si devono utilizzare solo prese maschio a muro. Fino ai primi anni ottanta in Italia il connettore a muro era più grande del connettore classico (13 mm invece che 9,5).

## Il connettore Belling-Lee
Questo connettore è utilizzato su tutti i televisori, sui videoregistratori e sui vari ricevitori terrestri dove è necessario collegarsi con l'antenna terrestre posta normalmente sul tetto.
Oggi esistono, però, anche dei dispositivi (modulatori da interno) che servono a modulare un segnale video in radiofrequenza avendo, ad esempio, in ingresso una connessione SCART e in uscita un connettore d'antenna. Questi dispositivi servono per distribuire a più televisori un segnale video utilizzando l'impianto d'antenna. Un utilizzo tipico è quello della distribuzione sull'impianto interno dell'immagine video prodotta da un decoder o da telecamere di video sorveglianza.

## Standard di riferimento
- International Electrotechnical Commission IEC 60169-2: Coaxial unmatched connector. Equivalente allo standard inglese BS 3041-2.